# CAF
CAF (eng. Confederation of African Football) je najviše izvršno tijelo u Africi zaduženo za nogomet. CAF organizira Kup afričkih nacija, Afričko prvenstvo država, CAF Konfederacijski kup te Afričku Ligu prvaka. Osnovan je 1957. te ima 54 države članice. 

## Predsjednici CAF-a
- Abdel Aziz Abdallah Salem  (Egipat): 1957. – 1958.
- Gen. Abdel Aziz Mostafa  (Egipat): 1958. – 1968.
- Dr. Abdel Halim Mohamed  (Sudan): 1968. – 1972.
- Ydnekatchew Tessema  (Etiopija): 1972. – 1987.
- Dr. Abdel Halim Mohamed  (Sudan): 1987. – 1988.
- Issa Hayatou  (Kamerun): 1988. – 2017.
- Ahmad Ahmad  (Egipat): 2017. – 2020.
- Constant Omari (Demokratska Republika Kongo): 2020. – 2021.
- Patrice Motsepe  (Južna Afrika): 2021. – danas

## Države članice
| - Alžir - Angola - Benin - Obala Bjelokosti - Bocvana - Burkina Faso - Burundi - Čad - Džibuti - Egipat - Ekvatorska Gvineja - Eritreja - Etiopija - Gabon | - Gambija - Gana - Gvineja - Gvineja Bisau - Južni Sudan - JAR - Kamerun - Kenija - Komori - Republika Kongo - DR Kongo - Lesoto - Liberija - Libija | - Madagaskar - Malavi - Mali - Mauricijus - Mauritanija - Maroko - Mozambik - Namibija - Niger - Nigerija - Ruanda - Senegal - Srednjoafrička Republika | - Sveti Toma i Princip - Sejšeli - Sijera Leone - Somalija - Sudan - Svazi - Tanzanija - Togo - Tunis - Uganda - Zambija - Zimbabve - Zelenortska Republika |

Pridruženi članovi
- Predložak:FZ Reunion
- Zanzibar